# 19993 Ґюнтерзебер
19993 Ґюнтерзебер (19993 Gunterseeber) — астероїд головного поясу, відкритий 10 жовтня 1990 року.
Тіссеранів параметр щодо Юпітера — 3,386.